# Vogtlands voetbalkampioenschap 1923/24
In 1923/24 werd het negende Vogtlands voetbalkampioenschap gespeeld, dat georganiseerd werd door de Midden-Duitse voetbalbond. De voorbije vier seizoenen speelden de clubs in de Kreisliga Westsachsen. Deze werd ontbonden en de vooroorlogse competities werden in ere hersteld, nu onder de naam Gauliga Vogtland. Enkel VfR Plauen speelde vorig jaar in de tweede klasse. 
Plauener SuBC werd kampioen en plaatste zich voor de Midden-Duitse eindronde. De club versloeg SpVgg 06 Falkenstein en verloor dan van SV Brandenburg 01 Dresden.

## Gauliga
| Plaats | Club                       | Wed. | W | G | V | Saldo | Ptn. |
| ------ | -------------------------- | ---- | - | - | - | ----- | ---- |
| 1.     | Plauener SuBC 1905         | 10   | 9 | 0 | 1 | 20:3  | 18:2 |
| 2.     | SV Konkordia 1905 Plauen   | 10   | 4 | 3 | 3 | 23:13 | 11:9 |
| 3.     | VfB Plauen                 | 10   | 5 | 1 | 4 | 29:17 | 11:9 |
| 4.     | 1.Vogtländischer FC Plauen | 8    | 3 | 1 | 4 | 9:16  | 7:9  |
| 5.     | SpVgg 1909 Plauen          | 9    | 2 | 2 | 5 | 9:14  | 6:12 |
| 6.     | VfR 1919 Plauen            | 9    | 1 | 1 | 7 | 7:34  | 3:15 |

|  | Kampioen, geplaatst voor Midden-Duitse eindronde |